# Madley
Madley est une paroisse civile et un village du Herefordshire, en Angleterre.

## Description
En Angleterre, une paroisse civile est une subdivision administrative qui peut inclure un village ou plusieurs villages, ainsi que des zones rurales environnantes. Les paroisses civiles ont généralement un conseil paroissial qui s'occupe des affaires locales, telles que l'entretien des espaces publics, la gestion des événements communautaires et parfois même la prestation de certains services locaux.
Elle relève de l'autorité du conseil du comté pour certaines questions administratives plus larges, tout en bénéficiant d'une certaine autonomie grâce à son statut de paroisse civile.
Les paroisses civiles comme Madley peuvent offrir une gamme de services locaux, tels que la collecte des déchets, l'entretien des routes locales, et parfois des initiatives communautaires comme des activités pour les jeunes ou des groupes de soutien pour les résidents.
Comme beaucoup de villages anglais, Madley a une histoire riche et peut avoir des éléments architecturaux, des traditions locales et des événements historiques qui contribuent à sa culture et à son identité.
Madley a une histoire qui remonte à plusieurs siècles. Le village est mentionné dans le Domesday Book, un registre fiscal et foncier datant de 1086, ce qui témoigne de son ancienneté et de son importance historique dans la région.

## Population et caractéristiques village
En tant que village, Madley est probablement habité par une population relativement petite, typique des villages ruraux anglais. Les villages comme Madley ont généralement une église paroissiale, parfois un pub, des petites entreprises locales et une vie communautaire qui tourne autour de ces lieux et d'événements locaux.
Outre son église historique, Madley et ses environs offrent également des possibilités de randonnées, de découvertes de la nature et de la campagne anglaise, ainsi que la possibilité de découvrir le patrimoine architectural et culturel de la région.
- Ressource relative à la géographie :   - Open Domesday

## Localisation
Madley se trouve dans la région des West Midlands, dans l'ouest de l'Angleterre. Il est situé à environ 10 kilomètres au sud-ouest de la ville de Hereford, la capitale du Herefordshire.